# Nicareta de Mègara
Nicareta (en grec antic: Νικαρέτη, Nikarétē) va ser una filòsofa nascuda a Mègara que segons Ateneu de Naucratis era de bona família i educació. Havia tingut per mestre a Estilpó, un filòsof de l'escola de Mègara que va viure al segle iii aC. Diògenes Laerci diu que era una hetera amant d'Estilpó, que estava casat amb una altra dona. Ateneu diu que era molt intel·ligent i culta, i que va ser deixeble d'Estilpó. També diu que era hetera. Va deixar alguns escrits que Fabricius recull a Bibl. Graec. vol. 3. p. 628.